# Coppa Mitropa 1991
La Coppa Mitropa 1991 fu la 49ª edizione del torneo e fu vinta dal Torino, alla prima affermazione nella competizione.
Questa edizione vide la partecipazione anche di una squadra austriaca.

## Avvenimenti
La penultima edizione della competizione continentale fu vinta per la prima volta dal Torino, che in finale ebbe la meglio sul Pisa. I torinesi, che giocarono la finale in casa allo Stadio delle Alpi, riuscirono a piegare i toscani (che fallirono l'opportunità di agganciare il Bologna nell'albo d'oro della competizione) ai tempi supplementari, grazie ad una rete di Giuseppe Carillo al 119'. Per l'occasione furono schierati alcuni giocatori ottenuti in prestito: i granata presentavano nella formazione Amarildo e Júnior, girati rispettivamente in prestito dal Cesena e dal Flamengo.

## Partecipanti
| Nazione                   | Squadra               | Campionato                                                                    | Note |
| ------------------------- | --------------------- | ----------------------------------------------------------------------------- | ---- |
| Cecoslovacchia (bandiera) | Bohemians Praha       | 5º campionato di Cecoslovacchia 1989-90                                       |      |
| Jugoslavia (bandiera)     | Rad Belgrado          | 5º campionato di Jugoslavia 1989-90                                           |      |
| Ungheria (bandiera)       | Veszprémi LC          | 6º campionato d'Ungheria 1989-90                                              |      |
| Italia (bandiera)         | Torino Calcio SC Pisa | 1º campionato d'Italia serie B 1989-90 2º campionato d'Italia serie B 1989-90 |      |
| Austria (bandiera)        | SK Vorwärts Steyr     | 10º campionato d'Austria 1988-89                                              |      |

## Torneo

### Fase a gironi

#### Gruppo A
Gare giocate il 1º, il 2 e il 3 giugno
| Squadra 1         | Risultato | Squadra 2         |
| ----------------- | --------- | ----------------- |
| Torino Calcio     | 1 - 0     | SK Vorwärts Steyr |
| SK Vorwärts Steyr | 2 - 2     | Veszprémi LC      |
| Torino Calcio     | 1 - 0     | Veszprémi LC      |

Classifica
| Squadra           | Pt | G | V | N | P | RF | RS | DR |
| ----------------- | -- | - | - | - | - | -- | -- | -- |
| Torino Calcio     | 4  | 2 | 2 | 0 | 0 | 2  | 0  | +2 |
| Veszprémi LC      | 1  | 2 | 0 | 1 | 1 | 2  | 3  | -1 |
| SK Vorwärts Steyr | 1  | 2 | 0 | 1 | 1 | 2  | 3  | -1 |

#### Gruppo B
Gare giocate il 1º, il 2 e il 3 giugno
| Squadra 1       | Risultato | Squadra 2       |
| --------------- | --------- | --------------- |
| SC Pisa         | 0 - 0     | Bohemians Praha |
| Bohemians Praha | 4 - 2     | Rad Beograd     |
| SC Pisa         | 4 - 1     | Rad Beograd     |

Classifica
| Squadra         | Pt | G | V | N | P | RF | RS | DR |
| --------------- | -- | - | - | - | - | -- | -- | -- |
| SC Pisa         | 3  | 2 | 1 | 1 | 0 | 4  | 1  | +3 |
| Bohemians Praha | 3  | 2 | 1 | 1 | 0 | 4  | 2  | +2 |
| Rad Beograd     | 0  | 2 | 0 | 0 | 2 | 3  | 8  | -5 |

#### Finale
| Arbitro: | Vágner |

|                                          |           |              |
| Martín Vázquez 90+4’ (rig.) Carillo 119’ | Marcatori | Polidori 85’ |

| Torino | Pisa |

|                    |    |                     |             |      |
|                    |    |                     |             |      |
| P                  | 1  | Raffaele Di Fusco   |             |      |
| D                  | 2  | Enrico Annoni       |             |      |
| D                  | 3  | Gianluca Atzori     |             | 87’  |
| D                  | 4  | Luca Fusi           |             |      |
| C                  | 5  | Júnior              |             |      |
| C                  | 6  | Giuseppe Carillo    |             |      |
| C                  | 7  | Giorgio Venturin    |             | 67’  |
| C                  | 8  | Francesco Romano    |             |      |
| A                  | 9  | Amarildo            | Ammonizione |      |
| A                  | 10 | Martín Vázquez      |             |      |
| C                  | 11 | Roberto Policano    | 88’         |      |
| A disposizione:    |    |                     |             |      |
| P                  | 12 | Luca Marchegiani    |             |      |
| D                  | 13 | Daniele Delli Carri |             |      |
| C                  | 14 | Sandro Cois         |             | 104’ |
| D                  | 15 | Davide Mezzanotti   |             | 67’  |
| A                  | 16 | Alessandro Brunetti | 87’         | 114’ |
| Allenatore:        |    |                     |             |      |
| Emiliano Mondonico |    |                     |             |      |

|                 |    |                      |             |             |
|                 |    |                      |             |             |
| P               | 1  | Luigi Simoni         |             |             |
| D               | 2  | José Chamot          |             |             |
| D               | 3  | Mirko Taccola        |             | 90’         |
| C               | 4  | Mauro Boccafresca    |             | 69’         |
| D               | 5  | Luciano Dondo        | Ammonizione |             |
| D               | 6  | Roberto Bosco        | Ammonizione |             |
| C               | 7  | David Fiorentini     |             |             |
| C               | 8  | Paolo Cristallini    |             |             |
| A               | 9  | Marco Ferrante       |             |             |
| C               | 10 | Stefano Marini       |             |             |
| A               | 11 | Cristian Polidori    |             | 89’         |
| A disposizione: |    |                      |             |             |
| P               | 12 | Alessandro Lazzarini |             |             |
| D               | 13 | Davide Moretti       | 67’         | Ammonizione |
| D               | 14 | Aldo Dolcetti        |             |             |
| D               | 15 | Stefano Dianda       |             | 89’         |
| C               | 16 | Fabrizio Baldini     |             | 90’         |
| Allenatore:     |    |                      |             |             |
| Luca Giannini   |    |                      |             |             |

| Assistenti arbitrali: Kaupe (Austria) Marzo (Cecoslovacchia) | Regole dell'incontro: - due tempi regolamentari da 45 minuti ciascuno; - due tempi supplementari da 15 minuti ciascuno in caso di parità; - tiri di rigore in caso di ulteriore parità; inizialmente cinque per squadra, e a oltranza fino a spareggio in caso di ulteriore parità; - numero massimo di 16 giocatori per squadra a referto (11 in campo e 5 come potenziali sostituti); - tre sostituzioni permesse. |

## Classifica marcatori
|  | Gol | Marcatore        | Squadra         |
|  | --- | ---------------- | --------------- |
|  | 2   | Boris Kočí       | Bohemians Praha |
|  | 2   | David Fiorentini | SC Pisa         |